# Liga Asobal 2013-14
La Liga ASOBAL 2013-14 fue una competición celebrada por 16 equipos que se enfrentaron por el sistema de liga todos contra todos a doble vuelta. Los equipos recién ascendidos en esta temporada fueron el Juanfersa Gijón y el Ángel Ximénez Puente Genil, que debutaron ambos en la máxima categoría del balonmano español.
El BM Atlético de Madrid, segundo en la temporada pasada de la Liga ASOBAL se vio obligado a disolverse en julio de 2013 mediante la convocatoria de un concurso de acreedores, debido a que el club tenía contraída una deuda económica con Hacienda que ascendía a más de un millón de euros. Su plaza fue ocupada por el Club Deportivo Bidasoa de Irún. 
El FC Barcelona Intersport defendió satisfactoriamente su título, logrando su cuarto entorchado consecutivo y terminando la competición imbatido, ganando los treinta partidos que disputó. El Naturhouse La Rioja y el Fraikin BM Granollers finalizaron en segundo y tercer lugar respectivamente y consiguieron una plaza en la Liga de Campeones de la EHF de la siguiente temporada.

## Equipos
| Equipo                      | Entrenador             | Ciudad            | Pabellón                           | Aforo  | Marca    | Patrocinador                                                    |
| --------------------------- | ---------------------- | ----------------- | ---------------------------------- | ------ | -------- | --------------------------------------------------------------- |
| Ángel Ximénez Puente Genil  | Antonio Ortiz          | Puente Genil      | Pabellón Alcalde Miguel Salas      | 600    | Nike     | Ángel Ximénez                                                   |
| BM Aragón                   | Mariano Ortega         | Zaragoza          | Pabellón Príncipe Felipe           | 12.000 | Kempa    |                                                                 |
| BM Huesca                   | José Francisco Nolasco | Huesca            | Palacio Municipal de Huesca        | 5.500  | Rasán    | Obearagón                                                       |
| Cuatro Rayas Valladolid     | Ignacio González       | Valladolid        | Polideportivo Huerta del Rey       | 3.502  | Hummel   | Cuatro Rayas                                                    |
| FC Barcelona Intersport     | Xavi Pascual           | Barcelona         | Palau Blaugrana                    | 7.500  | Nike     | Intersport                                                      |
| Fertiberia Puerto Sagunto   | Patxi Martí            | Sagunto           | Pabellón Municipal de Internúcleos | 1.500  | Rasán    | Fertiberia                                                      |
| Fraikin BM Granollers       | Toni García            | Granollers        | Palau d'Esports de Granollers      | 5.685  | Kempa    | Fraikin                                                         |
| Frigoríficos Morrazo Cangas | Víctor García Pillo    | Cangas de Morrazo | Municipal O Gatañal                | 3.000  | Hummel   | Frigoríficos del Morrazo                                        |
| GlobalCaja Ciudad Encantada | "Zupo" Equisoain       | Cuenca            | Municipal El Sargal                | 1.900  | Elements | GlobalCaja                                                      |
| Helvetia Anaitasuna         | Aitor Etxaburu         | Pamplona          | Pabellón Anaitasuna                | 2.500  | Salming  | Helvetia Seguros                                                |
| Juanfersa Gijón             | Alberto Suárez         | Gijón             | Palacio de Deportes de Gijón       | 7.000  | Legea    | Juanfersa                                                       |
| Naturhouse La Rioja         | Javier "Jota" González | Logroño           | Palacio de los Deportes            | 3.851  | Mercury  | Naturhouse                                                      |
| Quabit BM Guadalajara       | Mateo Garralda         | Guadalajara       | Multiusos de Guadalajara           | 5.894  | Rasán    | Quabit                                                          |
| Reale Ademar León           | Dani Gordo             | León              | Palacio Municipal de Deportes      | 6.000  | Rasán    | Reale                                                           |
| V. Aranda Autocares Bayo    | Jacobo Cuétara         | Aranda de Duero   | Pabellón Príncipe de Asturias      | 3.000  | Elements | Autocares Bayo                                                  |
| Club Deportivo Bidasoa      | Fernando Bolea Alonso  | Irún              | Artaleku                           | 2.200  | Hummel   | Construcciones Moyua - Dip. de Guipúzcoa - Ayuntamiento de Irun |

### Equipos por comunidades autónomas
| Comunidad autónoma   | N.º | Equipos                                                               |
| -------------------- | --- | --------------------------------------------------------------------- |
| Castilla y León      | 3   | Reale Ademar León, Cuatro Rayas Valladolid y V. Aranda Autocares Bayo |
| Aragón               | 2   | BM Aragón y BM Huesca                                                 |
| Cataluña             | 2   | FC Barcelona Intersport y Fraikin BM Granollers                       |
| Castilla-La Mancha   | 2   | GlobalCaja Ciudad Encantada y Quabit BM Guadalajara                   |
| Andalucía            | 1   | Ángel Ximénez Puente Genil                                            |
| Asturias             | 1   | Juanfersa Gijón                                                       |
| Comunidad Valenciana | 1   | Fertiberia Puerto Sagunto                                             |
| Galicia              | 1   | Frigoríficos Morrazo Cangas                                           |
| La Rioja             | 1   | Naturhouse La Rioja                                                   |
| Navarra              | 1   | Helvetia Anaitasuna                                                   |
| Euskadi              | 1   | Balonmano Bidasoa                                                     |

## Clasificación
| Pos. | Equipo                       | PJ | PG | PE | PP | GF   | GC  | Dif. | Pts. |
| ---- | ---------------------------- | -- | -- | -- | -- | ---- | --- | ---- | ---- |
| 1    | FC Barcelona (C)             | 30 | 30 | 0  | 0  | 1146 | 709 | +437 | 60   |
| 2    | Naturhouse La Rioja          | 30 | 22 | 3  | 5  | 915  | 803 | +112 | 47   |
| 3    | Fraikin BM Granollers        | 30 | 20 | 2  | 8  | 791  | 735 | +56  | 42   |
| 4    | BM Huesca                    | 30 | 18 | 4  | 8  | 816  | 804 | +12  | 40   |
| 5    | Reale Ademar León            | 30 | 16 | 4  | 10 | 867  | 843 | +24  | 36   |
| 6    | GlobalCaja Ciudad Encantada  | 30 | 11 | 7  | 12 | 761  | 796 | -35  | 29   |
| 7    | Helvetia Anaitasuna Pamplona | 30 | 13 | 2  | 15 | 769  | 790 | -21  | 28   |
| 8    | Quabit BM Guadalajara        | 30 | 12 | 3  | 15 | 788  | 797 | -9   | 27   |
| 9    | BM Aragón                    | 30 | 11 | 3  | 16 | 827  | 878 | -51  | 25   |
| 10   | Frigoríficos Morrazo Cangas  | 30 | 10 | 5  | 15 | 773  | 806 | -33  | 25   |
| 11   | Ángel Ximénez Puente Genil   | 30 | 9  | 5  | 16 | 771  | 834 | -63  | 23   |
| 12   | Juanfersa Gijón              | 30 | 10 | 3  | 17 | 738  | 810 | -72  | 23   |
| 13   | Fertiberia Puerto Sagunto    | 30 | 10 | 2  | 18 | 816  | 900 | -84  | 22   |
| 14   | Blasgon Villa de Aranda      | 30 | 9  | 4  | 17 | 811  | 893 | -82  | 22   |
| 15   | Cuatro Rayas Valladolid      | 30 | 8  | 6  | 16 | 779  | 827 | -48  | 22   |
| 16   | Bidasoa Irún                 | 30 | 3  | 3  | 24 | 717  | 860 | -143 | 9    |

## Premios y estadísticas

### Siete ideal
Siete escogido por los entrenadores la Liga ASOBAL.
| Posición          | Jugador             | Equipo        |
| ----------------- | ------------------- | ------------- |
| Mejores jugadores | Nikola Karabatic    | FC Barcelona  |
| Mejores jugadores | Danijel Šarić       | FC Barcelona  |
| Portero           | Danijel Šarić       | FC Barcelona  |
| Extremo izquierdo | José Mario Carrillo | Ademar León   |
| Lateral izquierdo | Nikola Karabatić    | FC Barcelona  |
| Central           | Álvaro Ruiz         | BM Granollers |
| Lateral derecho   | Kiril Lazarov       | FC Barcelona  |
| Extremo derecho   | Víctor Tomás        | FC Barcelona  |
| Pivote            | Jesper Nøddesbo     | FC Barcelona  |

- Mejor defensor
  -  Viran Morros, FC Barcelona

- Mejor debutante
  -  Álex Costoya, Juanfersa Gijón

- Mejor entrenador
  -  Toni García, BM Granollers